# Mathis Type QGN
La Type QGN era un'autovettura di fascia alta, prodotte tra il 1930 ed il 1933 dalla Casa automobilistica francese Mathis.

## Profilo
Con il lancio della Type QGN, la Casa di Strasburgo si affacciò per la seconda volta nella sua storia nel settore delle auto di fascia alta intorno ai due litri di cilindrata: la prima volta fu nel 1910 quando fu lanciata la Type 1-B, rimasta in listino per poco più di un anno.
La Type QGN era una vettura a carattere familiare, pensata per i grandi viaggi in tutto comfort. Perciò utilizzava un telaio a passo lungo (2.935 m), lo stesso su cui veniva realizzata la serie SMN della Emy6. Per gli stessi motivi, le configurazioni di carrozzeria disponibili erano poche ma adatte alla destinazione commerciale della vettura: era disponibile infatti come torpedo e come limousine. Però vi era anche una versione torpedo commerciale, predisposta per il trasporto merci.
La Type QGN montava un motore a 4 cilindri da 2031 cm³, con distribuzione a valvole laterali, ed in grado di raggiungere una potenza massima di 36 CV.
La trasmissione prevedeva una frizione monodisco a secco ed un cambio  ad innesti silenziosi a quattro rapporti.
Fu prodotta fino al 1933 fu sostituita per breve tempo dalle Serie SY e FOS della Emy6, che montavano un motore da 2.3 litri.